# Temný rytíř povstal
Temný rytíř povstal (v anglickém originále The Dark Knight Rises) je britsko-americký akční thriller z roku 2012, který natočil režisér Christopher Nolan podle komiksů o Batmanovi. Snímek navazuje na předchozí filmy Batman začíná a Temný rytíř a je tak posledním dílem Nolanovy batmanovské trilogie. V titulní roli se opět představil Christian Bale. Do amerických kin byl film, jehož rozpočet činil 250 milionů dolarů, uveden 20. července 2012. V Česku měl premiéru 26. července 2012.
Snímek byl natáčen v Džódhpuru, Londýně, Nottinghamu, Glasgow, Los Angeles, New Yorku, Newarku a Pittsburghu.

## Příběh
Osm let od smrti státního návladního Harveyho Denta (film Temný rytíř) zůstával Bruce Wayne ve svém sídle a jeho Batman se neobjevil na veřejnosti. Netopýří muž je totiž považován za nepřítele města, protože na sebe vzal vinu za Dentovu smrt. Nyní se však Gotham City ocitá opět v ohrožení, neboť ve městě začne řádit maskovaný útočník Bane.

## Obsazení
- Christian Bale jako Bruce Wayne / Batman
- Michael Caine jako Alfred Pennyworth
- Gary Oldman jako komisař Jim Gordon
- Anne Hathaway jako Selina Kyleová / Catwoman
- Tom Hardy jako Bane
- Marion Cotillard jako Miranda Tateová / Talia al Ghul
- Joseph Gordon-Levitt jako John Blake
- Morgan Freeman jako Lucius Fox
- Matthew Modine jako zástupce komisaře Peter Foley
- Ben Mendelsohn jako John Daggett
- Burn Gorman jako Philip Stryver
- Alon Moni Abutbul jako doktor Leonid Pavel
- Juno Temple jako Jen
- Daniel Sunjata jako kapitán Jones
- Chris Ellis jako kněz
- Tom Conti jako vězeň
- Nestor Carbonell jako starosta Anthony Garcia
- Brett Cullen jako kongresman
- Aidan Gillen jako agent CIA

## Přijetí

### Tržby
Film Temný rytíř povstal utržil v Severní Americe 448 139 099 dolarů, v ostatních zemích dalších 636 300 000 dolarů. Celosvětové tržby tedy činily 1 084 439 099 dolarů, čímž se stal třetím nejvýdělečnějším snímkem roku 2012. Ve své době se jednalo o osmý komerčně nejúspěšnější film historie a druhou nejvýdělečnější filmovou adaptaci komiksu. Z batmanovské filmové trilogie Christophera Nolana dosáhl nejvyšších tržeb, zároveň měl i největší rozpočet.
V České republice byl film uveden do kin distribuční společností Warner Bros. Za první promítací víkend zhlédlo film 116 034 diváků, kteří v kinech nechali kolem 10,8 milionů korun (527 593 dolarů). Během druhého víkendu film zhlédlo 26 437 diváků, jež k tržbám přidali kolem 2,5 milionů korun. Celkově film v ČR utržil 1 662 457 dolarů (kolem 34 milionů korun).

### Filmová kritika
Server Kinobox.cz na základě vyhodnocení 33 recenzí z českých internetových stránek ohodnotil film Temný rytíř povstal 83 %. Server Rotten Tomatoes udělil snímku 87 % na základě 312 recenzí (z toho 272 jich bylo spokojených). Od serveru Metacritic získal film, podle 45 recenzí, celkem 78 ze 100 bodů.